# Kraftwerk Dillingen
Das Laufwasserkraftwerk Dillingen ist ein Kraftwerk der Mittlere Donau Kraftwerke AG an der Staustufe Dillingen an der Donau und wird von der Bayerische Elektrizitätswerke GmbH betrieben.
Das Kraftwerk ging 1981 in Betrieb und ist Teil der Donau-Staustufe Dillingen bei Stromkilometer 2538,95. Das mit zwei Turbinensätzen ausgestattete Kraftwerk ist ausgelegt für eine Ausbauwassermenge von etwa 190 m³/s. Zwei Kaplan-Turbinen treiben zwei Generatoren mit einer Nennleistung von je 3,7 Megawatt mit einem entsprechenden Regelarbeitsvermögen des Kraftwerks von 45,4 Millionen kWh. Das Wehr der Staustufe besteht aus drei Feldern und dem links angeordneten Krafthaus. Am rechten Ufer befindet sich eine Bootsschleuse.